# Madison Farrell
Madison Jo Farrell (* 22. April 1996 in Salem, Oregon) ist eine US-amerikanische Volleyballspielerin.

## Karriere
Farrell begann ihre Karriere an der Lake City High School in Hayden. Dort war sie neben dem Volleyball auch im Basketball aktiv. Bei einem Turnier zog sie sich 2011 eine schwere Knieverletzung zu und musste acht Monate pausieren. 2013 begann sie ihr Studium an der Northwest Nazarene University in Nampa und spielte dort in der Universitätsmannschaft Nighthawks. Nach ihrer Ausbildung wurde sie 2018 vom deutschen Bundesligisten Ladies in Black Aachen verpflichtet. Mit dem Verein erreichte sie im DVV-Pokal 2018/19 und in den Bundesliga-Playoffs jeweils das Halbfinale. Außerdem spielte sie im Challenge Cup. Danach verließ sie den Verein mit unbekanntem Ziel.